# Chotěbořské panství

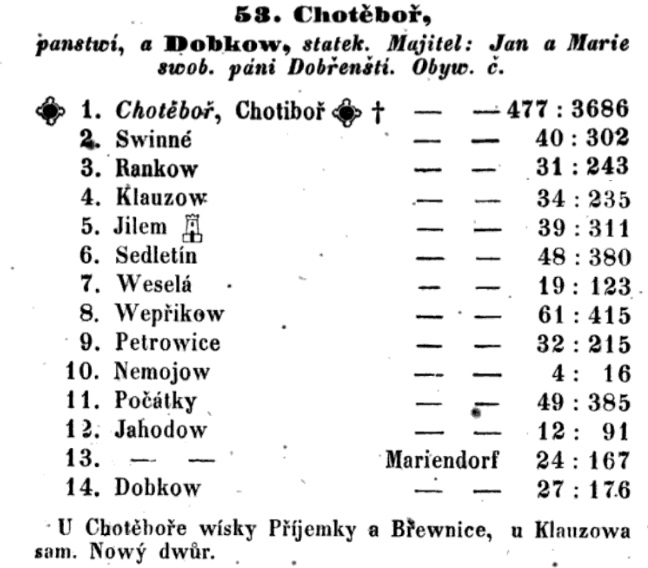
Chotěbořské panství stav k r. 1847 počet obyvatel a domů k r. 1843

Chotěbořské panství byla historická správní jednotka v Čáslavském kraji, spadající pod patrimoniální správu jednoho feudálního vlastníka (pána) šlechtického původu (rodu).

## Historie
Chotěboř byla součástí Lichnického panství, potom ji r. 1329 zakoupil král Jan Lucemburský, který udělil obci r. 1331 jihlavské městské právo. Roku 1361 získala Chotěboř stejná práva jako jiná královská města a stala se věnným městem českých královen. Král Ladislav Pohrobek vyňal Chotěboř z pravomoci hradu Lichnice. Přesto se již od konce 14. stol. jeví jako samostatný statek, časté dávání do zástavy mohlo zapříčinit založení tvrze v Chotěboři, odkud bylo panství spravováno. Chotěboř byla dána naposledy do zastavy v r. 1497 Mikuláši mladšímu Trčkovi z Lípy na Lichtenburce a v r. 1499 ji dostal do dědičného držení. Chotěbořský statek dědí manželka Jana Trčky z Lípy Markéta ze Šelmberka, která žila a zemřela na tvrzi v Chotěboři. Chotěbořský statek r. 1579 připojen k panství Světlá. Definitivní osamostatnění Chotěbořského panství v roce 1636. Připojen r. 1717 statek Nemojov. Jan Pavel Zebo a připojil statek Dobkov k panství. Jan Josef Dobřenský koupil ještě statek Nejepín.

## Územní vývoj
- r. 1683 Odděleno město Chotěboř.
- r. 1717 Připojen statek Nemojov
- r. 1726 Odděleny vesnice Kejžlice, Řečice (okres Pelhřimov), Bystrá (Řečice), Záběhlice (Řečice), Suchdol samota u dobré vody, Pusté Lhotsko, Křepiny, Meziklasí, Loukov (Dolní Město), Dobrá Voda Lipnická, Rejčkov, Budíkov a připojeny k panství Lipnice.[4]
- r. 1777 Připojen k panství Dobkov.
- r. 1892 připojen statek a dvůr Nejepíně

## Majitelé
- 1499 - 1516 Mikuláš mladší Trčka z Lípy na Lichtenburce[1][2][3]
- 1516 Dědí umírá v témž roce Johanka z Březovic[1]
- 1518 - 1538 Dědí po Johance Zdeněk Trčka z Lípy[1][2][3]
- 1538 - 1550 Jan Trčka z Lípy[1][2][3]
- 1550 - 1579 Chotěbořský statek dědí manželka Jana Trčky z Lípy Markéta ze Šelmberka, která zemřela na tvrzi v Chotěboři.[1][2][3]
- 1579 - 1591 Správce na tvrzi Chotěboř úředník Burian Ledečský z Chroustovic. Majitel Burian Trčka z Lípy připojil statek Chotěboř k panství Světlá.[1][2][3][3]
- 1591 - 1597 Dědí po otci Maxmilián Trčka z Lípy.[1][2][3]
- 1597 - 1634 Dědí po bratrovi Jan Rudolf Trčka.[1][2][3]
- 1636 - 1638 Ferdinand II. daroval skonfiskované Chotěbořské panství Jaroslavu Sezimovi Rašínovi z Rýzemberka[5]

- 1638 - 1660 Dědí po otci Rudolf Karel Rašín.[5]

- 1660 - 1662 Rudolf Karel Rašín odkázal panství Chotěboř sestrám Aleně Elišce Solmsové, Rozině Kateřině Chuchelské a Anně Žofii Mulcerové.[5]

- 1662 - 1680 Koupila panství Marie Alžběta hraběnka z Vrbna.[5]

- 1680 - 1682 Dědí syn Ferdinand z Vrbna.[5]

- 1682 - 1714 dostává Františka Rozálie Beatrix provdaná za Viléma Leopolda hraběte Kinského[5]

- 1714 - 1719 František Ferdinand Kinský[5]

- 1719 - 1722 Jan Bedřich ze Seilernu a Aspangu[5]

- 1722 - 1723 Karel Jáchym Bredo[5]

- 1723 - 1723 Johannu Franzi Wenzelovi Kaisersteinovi[5]

- 1723 - 1728 Karel Jáchym Bredo[5]

- 1728 - 1739 kněžna Ursule von Teschen roz. von Bockum[5]

- 1739 - 1744 hrabě Gustav Hanibal z Oppersdorfu[5]

- 1744 - 1751 Zadlužené panství ve správě věřitelů[5]

- 1751 - 1752 Antonín Adolf Zebo z Brachfeldu[5]

- 1752 - 1808 Jan Pavel Zebo[5]

- 1808 - 1827 Panství zdědila jeho neteř Jana Nepomucena provdaná za Josefa Jáchyma Vančuru z Řehnic.
- 1827 - 1847 Jejich dcera Marie Friderika se v r. 1836 provdala za Jana Josefa Dobřenského, po její smrti v r. 1847 připadlo panství Chotěboř jejímu manželovi.[5]
- 1847 - 1869 Jan Josef Dobřenský[5]

- 1869 - 1919 Jan Václav Dobřenský[5]

- 1919 - 1947 Jan Josef Dobřenský[5]

- 1947 - 1948 Jan Maxmilián Dobřenský[5]

## Sídla na panství r. 1654
Místa v panství Chotěbořském z r. 1654, uvedená v berní rule
| Jméno obce                                     | hospodářů r. 1654 | poddaných r. 1651 |
| ---------------------------------------------- | ----------------- | ----------------- |
| Město Chotěboř ,                               | 180               | 418               |
| Dvůr Chotěbořský,                              |                   | 6                 |
| Malý Dvůr                                      |                   | 3                 |
| Kejžlice,                                      | 18                | 64                |
| Řečice (okres Pelhřimov),                      | 6                 | 15                |
| Bystrá (Řečice),                               | 3                 |                   |
| Záběhlice (Řečice),                            | 3                 |                   |
| Suchdol samota u dobré vody,                   | 1                 |                   |
| Pusté Lhotsko,                                 | 3                 | 10                |
| Křepiny,                                       | 8                 | 24                |
| Meziklasí,                                     | 6                 | 16                |
| Loukov (Dolní Město),                          | 4                 | 10                |
| Dobrá Voda Lipnická,                           | 4                 | 14                |
| Rejčkov,                                       | 10                | 27                |
| Budíkov,                                       | 18                | 37                |
| Budíkovský dvůr,                               |                   | 3                 |
| Jilem (okres Havlíčkův Brod),                  | 16                | 25                |
| Jilemský dvůr,                                 |                   | 7                 |
| Sedletín,                                      | 11                | 30                |
| Veselá (Sedletín),                             | 6                 | 15                |
| Vepříkov,                                      | 18                | 28                |
| Petrovice u Uhelné Příbramě,                   | 11                | 32                |
| Rankov (Chotěboř),                             | 11                | 20                |
| Raníkovský dvůr                                |                   | 5                 |
| Svinný,                                        | 15                | 51                |
| Při osobě Rudolfa Rašína v službě zůstávající, |                   | 23                |

(Suma: 1 město, 20 vesnic, 356 Hospodářů, 883 poddaných)